# 曹禄生
曹禄生（1966年—2021年4月13日），男性，中华人民共和国政治人物，卢氏县瓦窑沟乡人，1986年参加工作，1987年加入中国共产党，历任卢氏县朱阳关镇镇长、朱阳关镇党委书记、卢氏县城管局局长、环保局局长、水利局局长、中医院党委书记等党政要职。2021年4月13日在工作途中突发心梗去世，享年55岁。

## 生平

### 水利局局长
在担任卢氏县水利局局长期间，曹禄生多次到中华人民共和国水利部和河南省水利厅争取资金，率先实现卢氏县352个行政村安全饮水全覆盖，并完成了19项中的17项项目前期申报资料，让谋划了40年的金卢水库获批，为三门峡市区供水创造了条件。有一次在水利部跑项目期间，预约了7天都没见到相关负责人，同事都打了退堂鼓，曹禄生却巧施妙计，让水利部副部长注意到了自己，最终成功为卢氏县申请了7000多万资金。
2018年初，曹禄生正夜以继日地投身在洛河治理、卢氏县饮用水安全等工作中，突然出现血压升高、胸部不适等症状，到医院体检后被确认为肺癌，5月进行了手术，术后恢复良好。

### 中医院搬迁项目领导小组副组长兼工程推进组负责人
2019年3月，曹禄生申请辞去县水利局局长职务，7月14日，卢氏县委根据曹禄生办事的经验决定让其担任县中医院搬迁项目领导小组副组长兼工程推进组负责人。曹禄生刚负责中医院搬迁项目时定规矩：白天所有人都必须劳动，一律不准开会，会议放在晚上，节省时间。曹禄生自己更是以身作则，生病了就在工地上输液，经常熬夜加班工作。9月6日，在面对大河报记者的访问时询问记者：“照这样，说我能不能活到项目交工，医院开门接诊的那一天?”
2021年4月13日中午，曹禄生开车回家去取急需的一份资料，当车子停到家门口，走出车门的那一刻，曹禄生突发心梗倒下。周围人发现后，紧急把他送往医院，但曹禄生还是在当天下午3时40分离世，此时距离项目交工，医院开门接诊只有两个月的时间。6月28日，时中共卢氏县委副书记韩际东宣布中医院新址试运行开诊。10月1日正式开始运行开诊。

### 身后
2021年5月13日，《三门峡日报》在头版头题刊发长篇通讯《燃尽生命之火 光耀莘川大地——追记卢氏县中医院党支部原书记曹禄生》，中共三门峡市市委书记刘南昌要求全市党员干部以曹禄生为榜样，激扬新时代共产党人的价值导向、精神追求和奋斗姿态。
2021年5月27日，曹禄生被追授为河南省脱贫攻坚先进个人。